# Chamesson
Chamesson is een gemeente in het Franse departement Côte-d'Or (regio Bourgogne-Franche-Comté) en telt 325 inwoners (1999). De plaats maakt deel uit van het arrondissement Montbard.

## Geografie
De oppervlakte van Chamesson bedraagt 15,8 km², de bevolkingsdichtheid is 20,6 inwoners per km².
De onderstaande kaart toont de ligging van Chamesson met de belangrijkste infrastructuur en aangrenzende gemeenten.

## Demografie
Onderstaande figuur toont het verloop van het inwonertal (bron: INSEE-tellingen).